# Jamie's Kitchen : Le défi australien
Jamie's Kitchen : Le défi australien (en version originale : Jamie’s Kitchen Australia) est le nom d'une émission de télé-réalité en dix épisodes de 50 minutes chacun diffusés par la chaîne de télévision australienne Network Ten.
En France, l'émission est reprise ultérieurement par la chaîne thématique française Cuisine.tv. 

## Concept
Le concept de cette émission est basé sur une idée du chef-cuisinier Jamie Oliver, lequel propose en 2002 d'ouvrir un restaurant dont le personnel serait exclusivement composé de quinze jeunes âgés de 16 à 24 ans et en situation précaire, formés gratuitement aux techniques de la haute cuisine.
Les tribulations de ces quinze apprentis conduit à la création du premier restaurant « Fifteen », à l'issue d'une première émission de télé-réalité diffusée sur la chaîne britannique Channel Four.
En 2006, le concept est repris en Australie sur la chaîne Network Ten, à l'initiative du chef Tobie Puttock et en collaboration avec Jamie Oliver.
Les premiers épisodes de la série relatent le choix des locaux du futur restaurant « Fifteen » de Melbourne, lequel doit être conçu sur le modèle de son prédécesseur londonien. De fait, les restaurants du groupe Fifteen sont conçus pour être avant tout des lieux de formation destinés à aider des jeunes en difficulté. Leur gestion est confiée à une fondation caritative initiée par Jamie Oliver, la « Fondation Fifteen ». Dans le même temps un jury composé de membres de la fondation et du chef Tobie Puttock, chargé de mettre en œuvre le projet en Australie, s'emploie à recruter 25 jeunes en difficulté. Ces derniers se voient ainsi offrir une possibilité d'être formés aux métiers de la restauration, puis, pour quinze d'entre eux, de travailler pendant un an au sein des cuisines du Fifteen.
Lors du second épisode de la série, soixante candidats sont retenus pour passer trois jours de tests devant déterminer leur potentiel, leur situation sociale et leur motivation. Seuls 25 sont retenus par le jury. Ceux-ci se voient offrir une formation intensive de trois mois au Box Hill Institute de Melbourne, prélude à la sélection des quinze meilleurs devant intégrer les cuisines du Fifteen[réf. nécessaire].